# Regionales Informations- und Koordinierungszentrum für Zentralasien
Das Regionale Informations- und Koordinierungszentrum für Zentralasien (kurz: CARICC) ist eine Institution, die zu einer stärkeren Zusammenarbeit und einem verbesserten Informationsaustausch zwischen den Länder Zentralasiens im Kampf gegen den Drogenhandel dienen soll.

## Mitglieder
Mitglieder der Organisation sind:
- Russland
- Aserbaidschan
- Kirgisistan
- Kasachstan
- Usbekistan
- Turkmenistan
- Tadschikistan

## Geschichte
Am 4. Mai 1996 unterzeichneten die sieben Staaten und das Büro der Vereinten Nationen für Drogen- und Verbrechensbekämpfung (UNODC) eine Absichtserklärung zur stärkeren Kooperation im Bereich der Drogenkriminalität. Das Projekt startete im Januar 2005. In den folgenden Monaten wurden die Details der künftigen Organisation und ihrer Aufgaben von Vertretern der beteiligten Staaten ausgearbeitet. Am 24. Juli 2006 wurde die CARICC gegründet, Hauptsitz der Organisation ist das kasachische Almaty. Die Organisation wird vom UNODC und verschiedenen anderen Staaten sowie Nichtregierungsorganisationen wie der Aga-Khan-Stiftung gefördert.

## Aufgaben
Hauptaufgabe der Organisation ist die Bekämpfung des Drogenhandels. Insbesondere der Handel über Staatsgrenzen hinweg soll durch die Zusammenarbeit der nationalen Behörden wirkungsvoller bekämpft werden. Zentralasien ist ein besonderer Brennpunkt der Drogenkriminalität, da große Mengen Heroin aus Afghanistan über Zentralasien nach Russland gelangen.